# Juan Antonio Marín
Juan Antonio Marín (ur. 2 marca 1975 w San José) – kostarykański tenisista, reprezentant w Pucharze Davisa, olimpijczyk z Sydney (2000).

## Kariera tenisowa
Karierę tenisową Marín rozpoczął w 1996 roku, a zakończył w 2007 roku. Początkowo reprezentował Hiszpanię, w której dorastał, jednak od marca 1998 roku zaczął grać jako Kostarykanin.
W zawodach kategorii ATP World Tour wywalczył jeden tytuł w grze pojedynczej, w 1999 roku w Båstad. Pojedynek finałowy wygrał z Andreasem Vinciguerrą. W 1997 roku osiągnął w Båstad również finał, w którym nie sprostał Magnusowi Normanowi.
W latach 1999–2001 i 2006 reprezentował Kostarykę w Pucharze Davisa, grając łącznie w 22 meczach, z których w 12 zwyciężył.
W roku 2000 brał udział w igrzyskach olimpijskich rozgrywanych w Sydney,  jednak odpadł w 1 rundzie po porażce z późniejszym złotym medalistą, Jewgienijem Kafielnikowem.

### Finały w turniejach ATP World Tour
| Nazwa                        |
| ---------------------------- |
| Wielki Szlem                 |
| Igrzyska olimpijskie         |
| ATP Tour World Championships |
| ATP Masters Series           |
| ATP Championship Series      |
| ATP World Series             |

#### Gra pojedyncza (1–1)
| Końcowy wynik | Nr | Data          | Turniej | Nawierzchnia | Przeciwnik          | Wynik finału |
| ------------- | -- | ------------- | ------- | ------------ | ------------------- | ------------ |
| Finalista     | 1. | 13 lipca 1997 | Båstad  | Ceglana      | Magnus Norman       | 5:7, 2:6     |
| Zwycięzca     | 1. | 11 lipca 1999 | Båstad  | Ceglana      | Andreas Vinciguerra | 6:4, 7:6(4)  |